# Jurij Sztern
Jurij Sztern; hebr.: יורי שטרן, ang.: Yuri Stern lub Yuri Shtern, ur. 29 marca 1949 w Moskwie, zm. 16 stycznia 2007 w Izraelu) – izraelski ekonomista i polityk, poseł do Knesetu w latach 1996–2007 z list prawicowych ugrupowań: Jisra’el ba-Alijja, Unia Narodowa oraz Nasz Dom Izrael.

## Życiorys
Urodził się 29 marca 1949, w rodzinie radzieckich Żydów, w Moskwie.
Był aktywnym promotorem imigracji Żydów z krajów byłego Związku Radzieckiego. Na Moskiewskim Uniwersytecie Państwowym uzyskał tytuł doktora (Ph.D.) nauk ekonomicznych. W 1981 roku wyemigrował do Izraela.
W wyborach parlamentarnych w 1996 po raz pierwszy dostał się do izraelskiego parlamentu z listy Jisra’el ba-Alijja. W trakcie kadencji odszedł z ugrupowania założonego przez Natana Szaranskiego i wraz z Micha’elem Nudelmanem stworzyli parlamentarną frakcję oraz partie Alijja. W kolejnych wyborach obaj wystartowali z listy Jisra’el Betenu (Nasz Dom Izrael) i uzyskali reelekcję. 7 marca 2001 Sztern został członkiem rządu premiera Ariela Szarona jako wiceminister w biurze premiera. Funkcję tę pełnił do 14 marca 2002.
W wyborach w 2003 roku ponownie dostał się do parlamentu z listy Unii Narodowej, zaś w 2006 roku z samodzielnej listy partii Nasz Dom Izrael.
Zmarł pełniąc obowiązki poselskie 16 stycznia 2007. Mandat objął po nim Dawid Rotem. Został pochowany na cmentarzu Har ha-Menuchot w Jerozolimie.